# Adansonia grandidieri
Adansonia grandidieri là một loài thực vật có hoa trong họ Cẩm quỳ. Loài này được Baill. mô tả khoa học đầu tiên năm 1888.
Adansonia grandidieri là lớn nhất và nổi tiếng nhất của Madagascar trong sáu loài bao báp. Cây hùng vĩ và bất thường này là loài đặc hữu của đảo Madagascar, nơi mà nó là một loài nguy cấp bị đe dọa bởi sự xâm lấn đất nông nghiệp.

## Hình ảnh

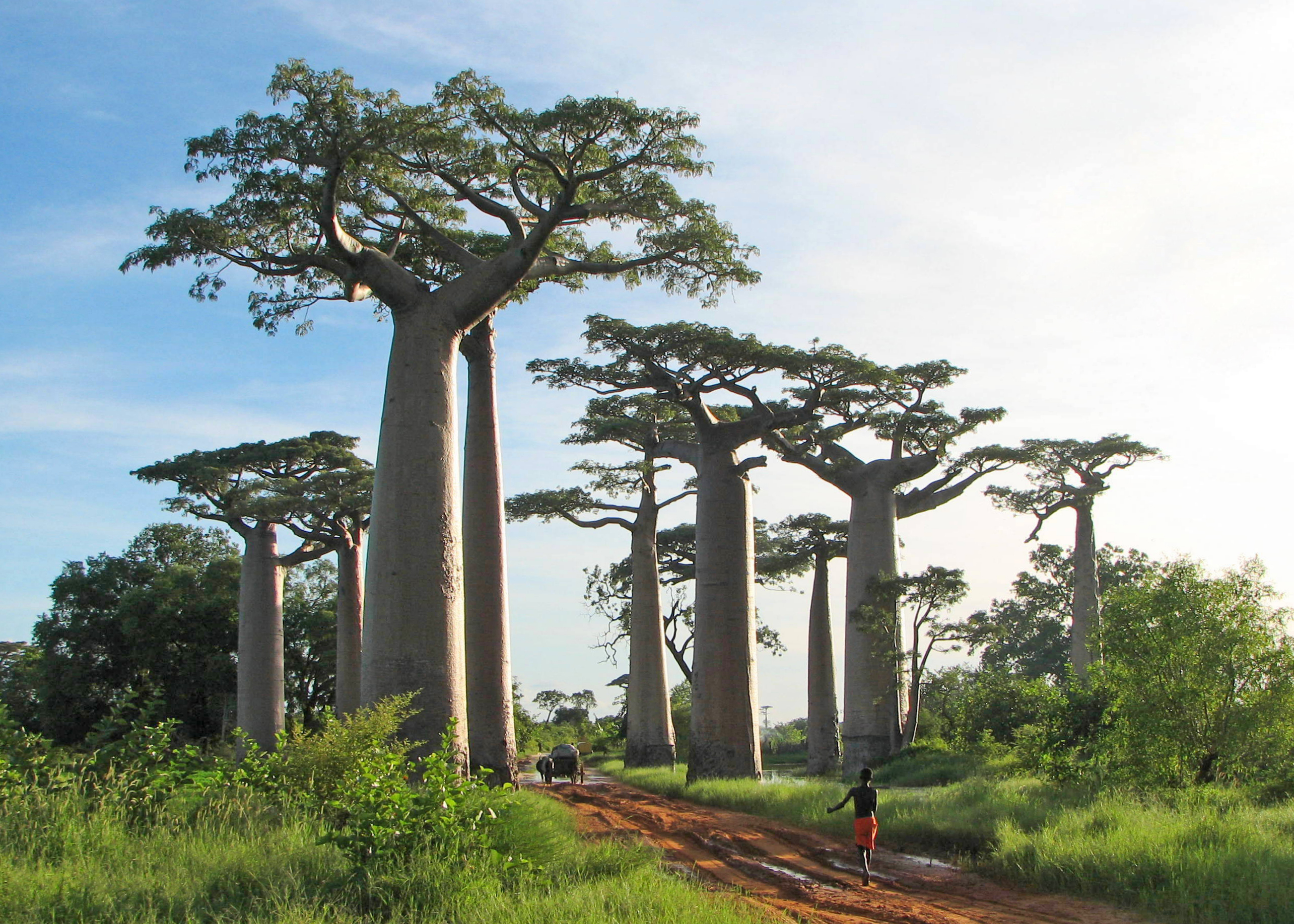
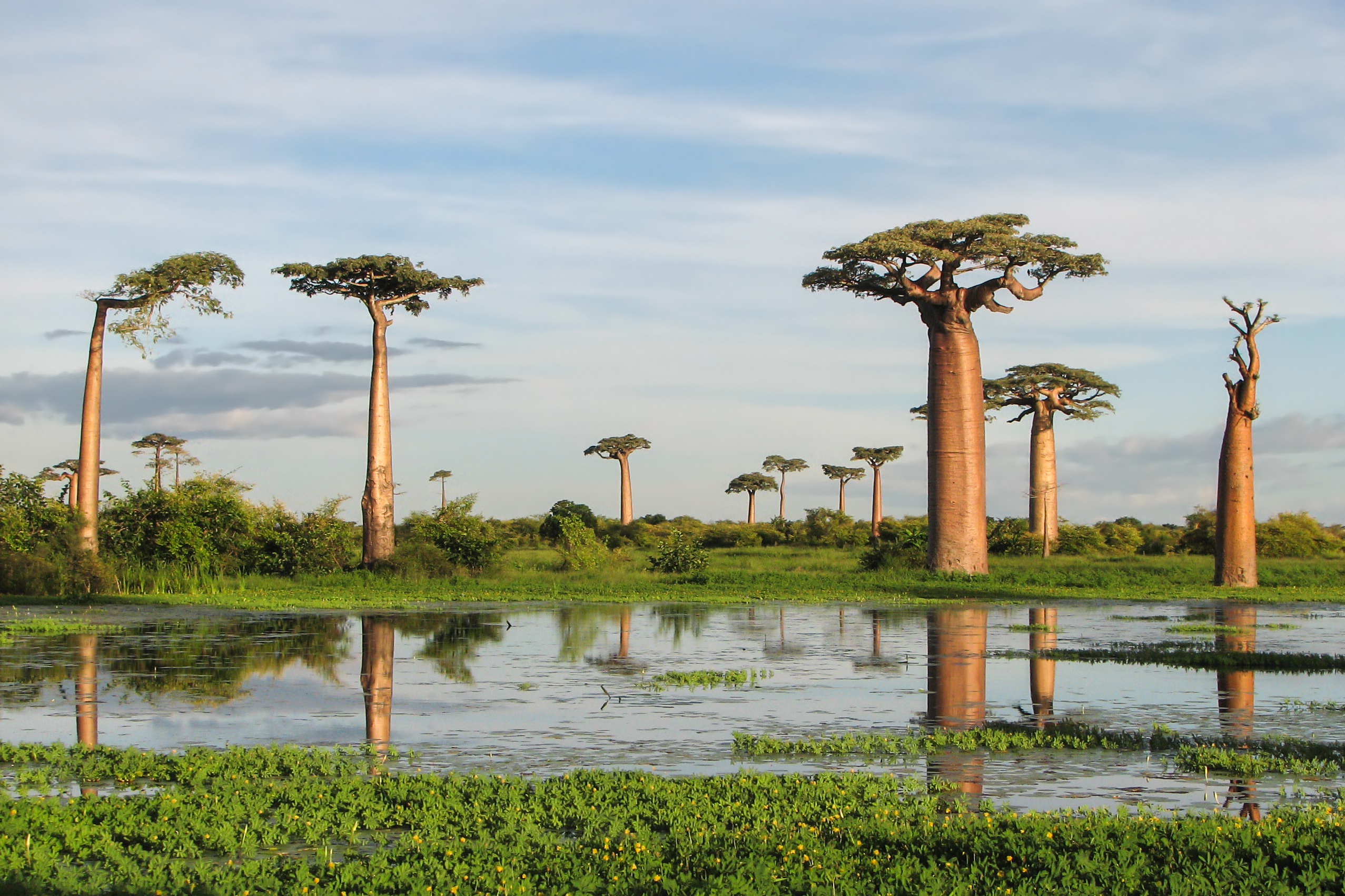
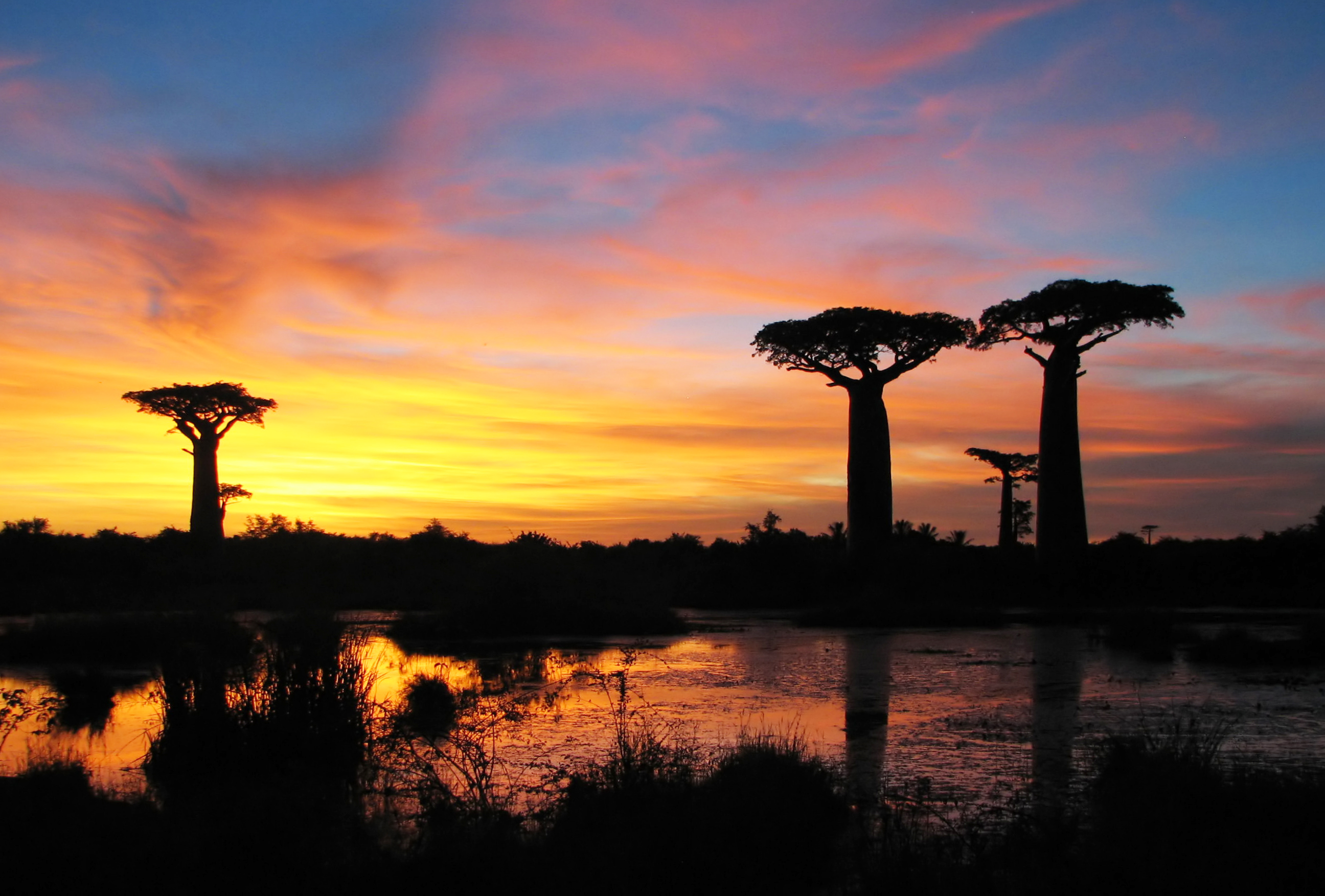